# Castillo de Praga
El castillo de Praga (en checo: Pražský hrad; pronunciado /ˈpraʃskiː ˈɦrat/) es un castillo situado en Praga (República Checa) que sirve como la residencia y el lugar de trabajo oficial del presidente de la República Checa. Construido a partir del siglo ix, el castillo ha sido desde entonces la sede del poder de los reyes de Bohemia, los emperadores del Sacro Imperio Romano Germánico y los presidentes de Checoslovaquia. Como tal, el término «castillo de Praga», o simplemente el «castillo» o «hrad», se usa a menudo como metonimia para referirse al presidente y su equipo de asesores. Las joyas de la Corona de Bohemia se conservan dentro de una habitación escondida en su interior.
De acuerdo con el Libro Guinness de los récords, el castillo de Praga es el castillo antiguo más grande del mundo, ocupando una superficie de casi 70 000 m², con unos 570 metros de longitud y una media de 130 metros de anchura. El castillo es una de las atracciones turísticas más visitadas de Praga, que recibe más de 1.8 millones de visitantes al año.

## Historia

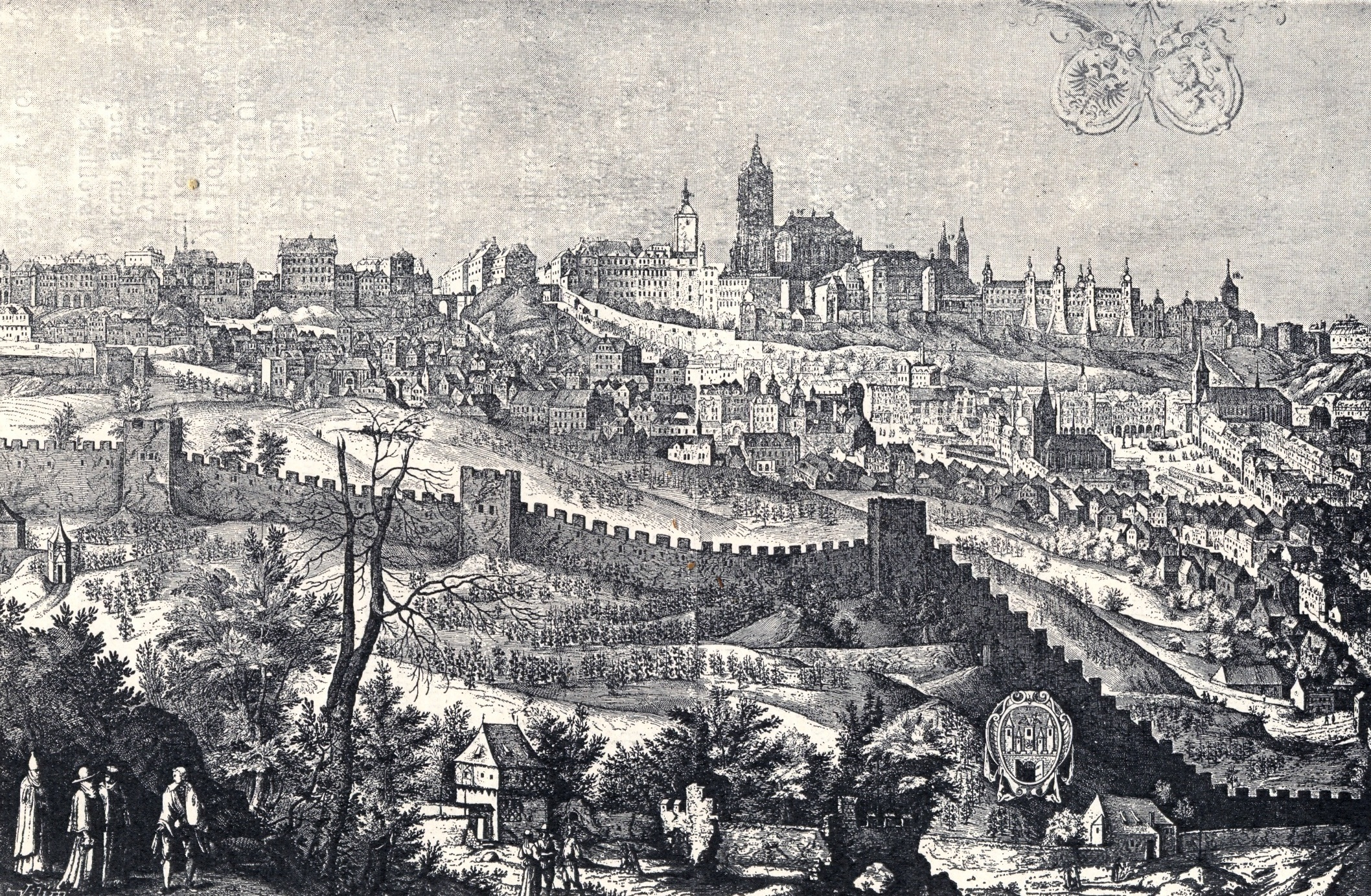
El castillo de Praga en 1607.

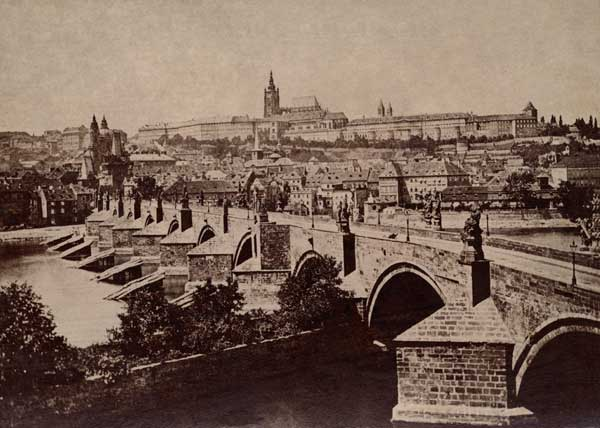
El castillo de Praga en 1870.

### Fuerte Přemyslid
La historia del castillo empezó en el 870, cuando se construyó su primer edificio amurallado, la iglesia de la Virgen María. La basílica de San Jorge y la basílica de San Vito fueron fundadas durante el reinado de Bratislao I de Bohemia y de su hijo Wenceslao I, en la primera mitad del siglo x. El primer convento de Bohemia fue fundado en el castillo, junto a la basílica de San Jorge. Aquí se construyó un palacio románico en el siglo xii. Varias monedas venecianas del siglo xii encontradas allí fueron estudiadas por la numismática Zdenka Nemeškalová-Jiroudková.

### Castillo medieval

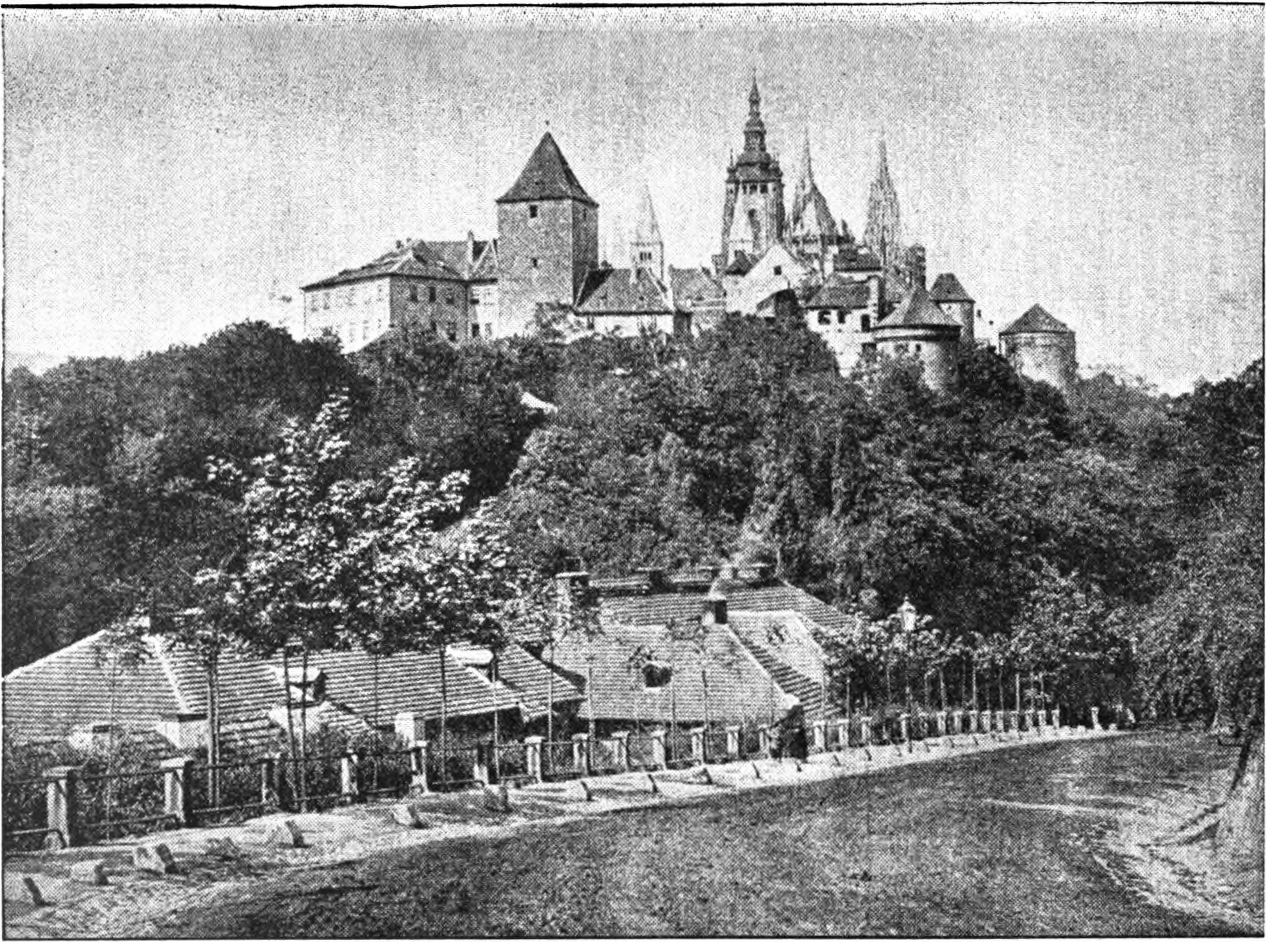
El castillo de Praga y el asentamiento bajo la colina en 1918.

El rey Otakar II de Bohemia mejoró las fortificaciones y reconstruyó el palacio real para un uso representativo y residencial. En el siglo xiv, durante el reinado de Carlos IV, el palacio real fue reconstruido en estilo gótico y se reforzaron las fortificaciones del castillo. En lugar de la rotonda y la basílica de San Vito, empezó la construcción de una gran catedral gótica, que sería completada casi seis siglos después.
Durante las guerras husitas y las décadas posteriores, el castillo permaneció deshabitado. En 1485, el rey Vladislao II Jagellón emprendió su reconstrucción y añadió al palacio real el enorme Salón de Vladislao, diseñado por Benedikt Rejt. También se construyeron nuevas torres defensivas en el lado norte del castillo.
En 1541, un incendio destruyó grandes partes del castillo. Bajo los Habsburgo, se añadieron algunos edificios nuevos de estilo renacentista. Fernando I construyó el Belvedere como un palacio de verano para su esposa Ana. Rodolfo II usó el castillo de Praga como su residencia principal y construyó el ala norte del palacio, con la Sala Española, donde se exponían sus valiosas colecciones de arte.
En 1618, tuvo lugar en el castillo la Tercera Defenestración de Praga, que desencadenó la Revuelta bohemia. En las guerras posteriores, el castillo fue dañado y abandonado. Muchas obras de la colección de Rodolfo II fueron saqueadas por los suecos en 1648 durante la batalla de Praga, la última acción militar de la Guerra de los Treinta Años.
La última reconstrucción importante del castillo fue llevada a cabo por la emperatriz María Teresa en la segunda mitad del siglo xviii. Tras la abdicación de Fernando I en 1848 y la sucesión al trono de su sobrino, Francisco José, el antiguo emperador, Fernando I, instaló su residencia en el castillo de Praga.

### Residencia presidencial

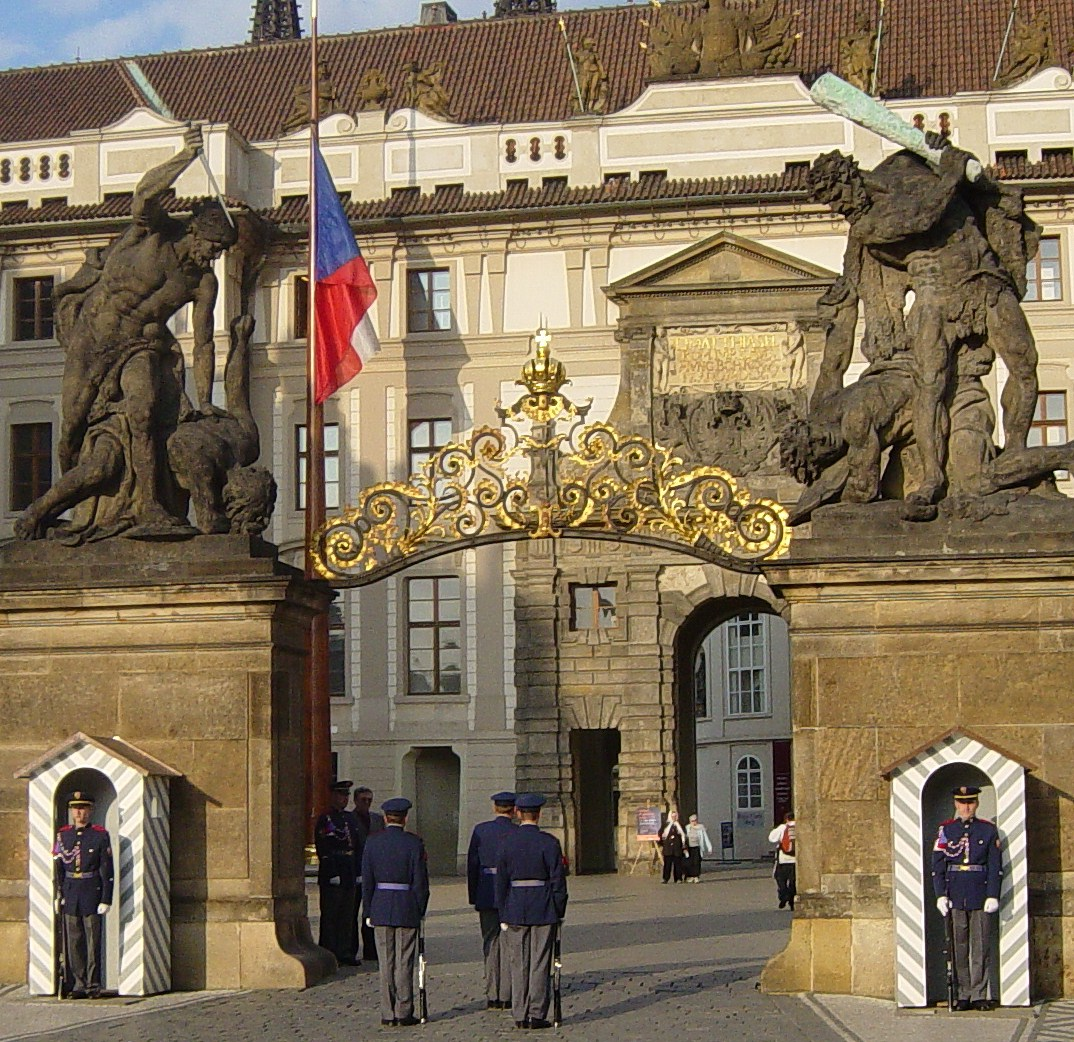
El cambio de guardia.

En 1918, el castillo se convirtió en la sede del presidente de la nueva República Checoslovaca, Tomáš Masaryk. El nuevo palacio real y los jardines fueron renovados por el arquitecto esloveno Jože Plečnik. En esta época también se completó la catedral de San Vito, el 28 de septiembre de 1929. Las renovaciones continuaron en 1936 bajo la dirección de Pavel Janák, que sucedió a Plečnik.
El 15 de marzo de 1939, poco después de que la Alemania nazi obligara al presidente checo Emil Hácha (quien sufrió un infarto durante las negociaciones) a entregar su nación a los alemanes, Adolf Hitler pasó una noche en el castillo de Praga, «examinando con orgullo su nueva posesión». Durante la ocupación nazi de Checoslovaquia en la Segunda Guerra Mundial, el castillo de Praga se convirtió en el cuartel general de Reinhard Heydrich, el protector del Reich de Bohemia y Moravia. Según un rumor popular, se dice que colocó la corona bohemia sobre su cabeza; las antiguas leyendas afirman que cualquier usurpador que coloque la corona sobre su cabeza está condenado a morir en el plazo de un año. Menos de un año después de asumir el poder, el 27 de mayo de 1942, Heydrich fue víctima de una emboscada por parte de soldados de la resistencia checa y eslovaca entrenados por los británicos mientras se dirigía al castillo, durante la Operación Antropoide, y falleció a consecuencia de sus heridas una semana más tarde. Klaus, su primogénito, murió el año siguiente en un accidente de tráfico, también en línea con la leyenda.
Tras la liberación de Checoslovaquia y el golpe de 1948, el castillo albergó las oficinas del Gobierno comunista de Checoslovaquia. Después de la disolución de Checoslovaquia en 1993 y la creación de dos nuevos Estados, la República Checa y Eslovaquia, el castillo se convirtió en la sede del jefe de Estado de la República Checa. De forma similar a lo que Masaryk hizo con Plečnik, el presidente Václav Havel encargó a Bořek Šípek que fuera el arquitecto de las mejoras post-comunistas del castillo de Praga, en particular de la renovación de la pinacoteca.

## Estilos arquitectónicos del castillo de Praga

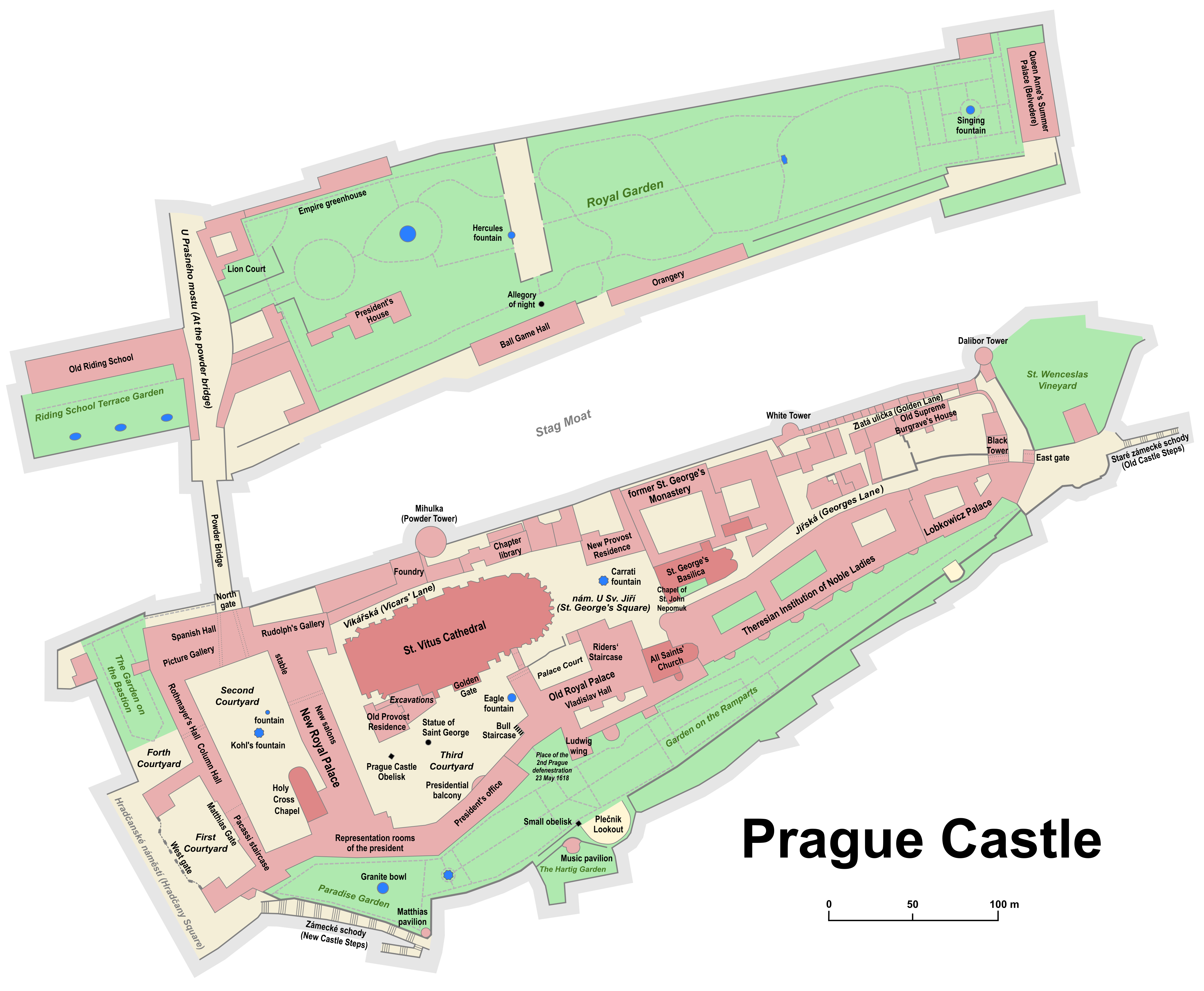
Mapa del castillo de Praga.

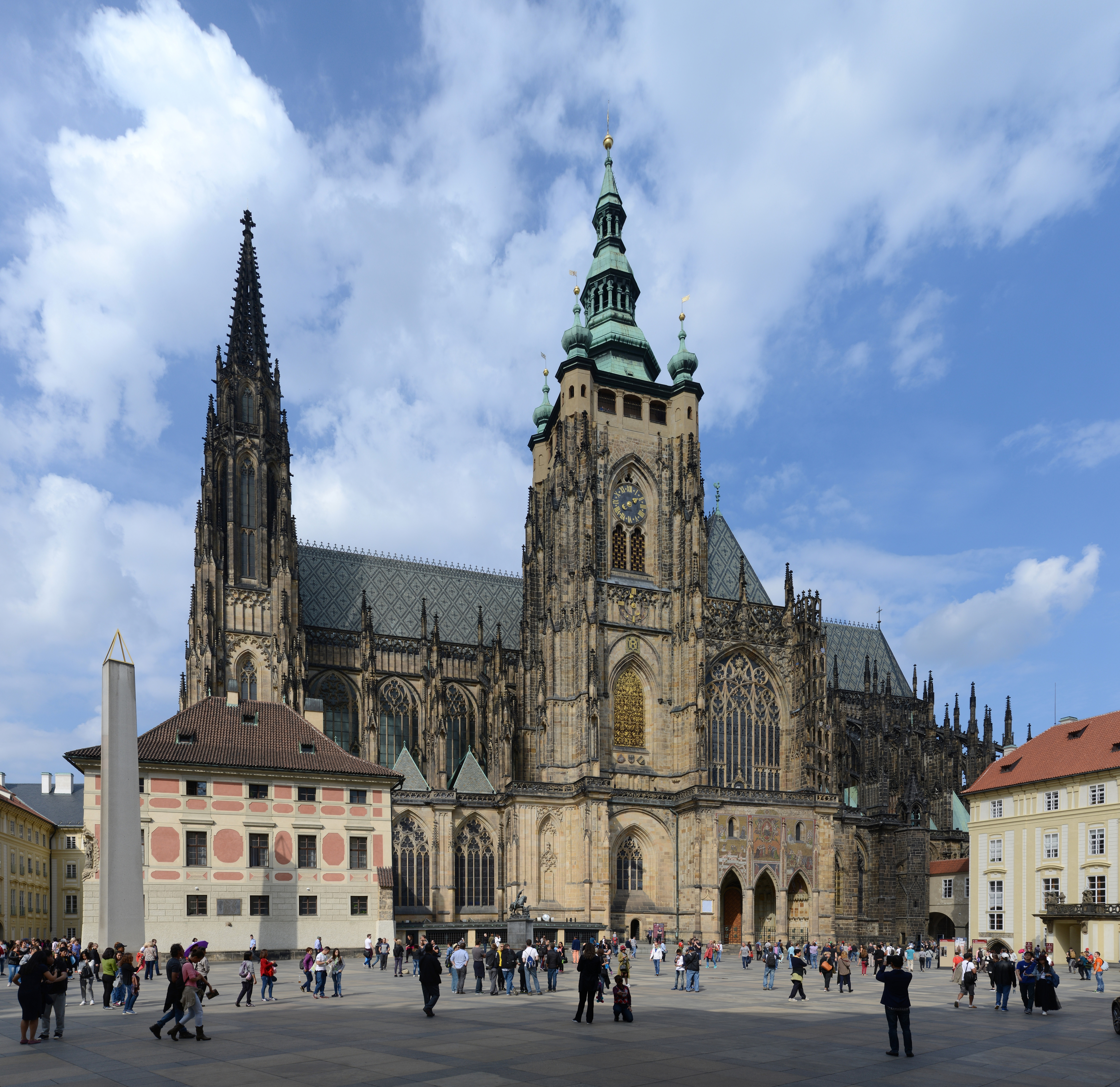
La catedral de San Vito.

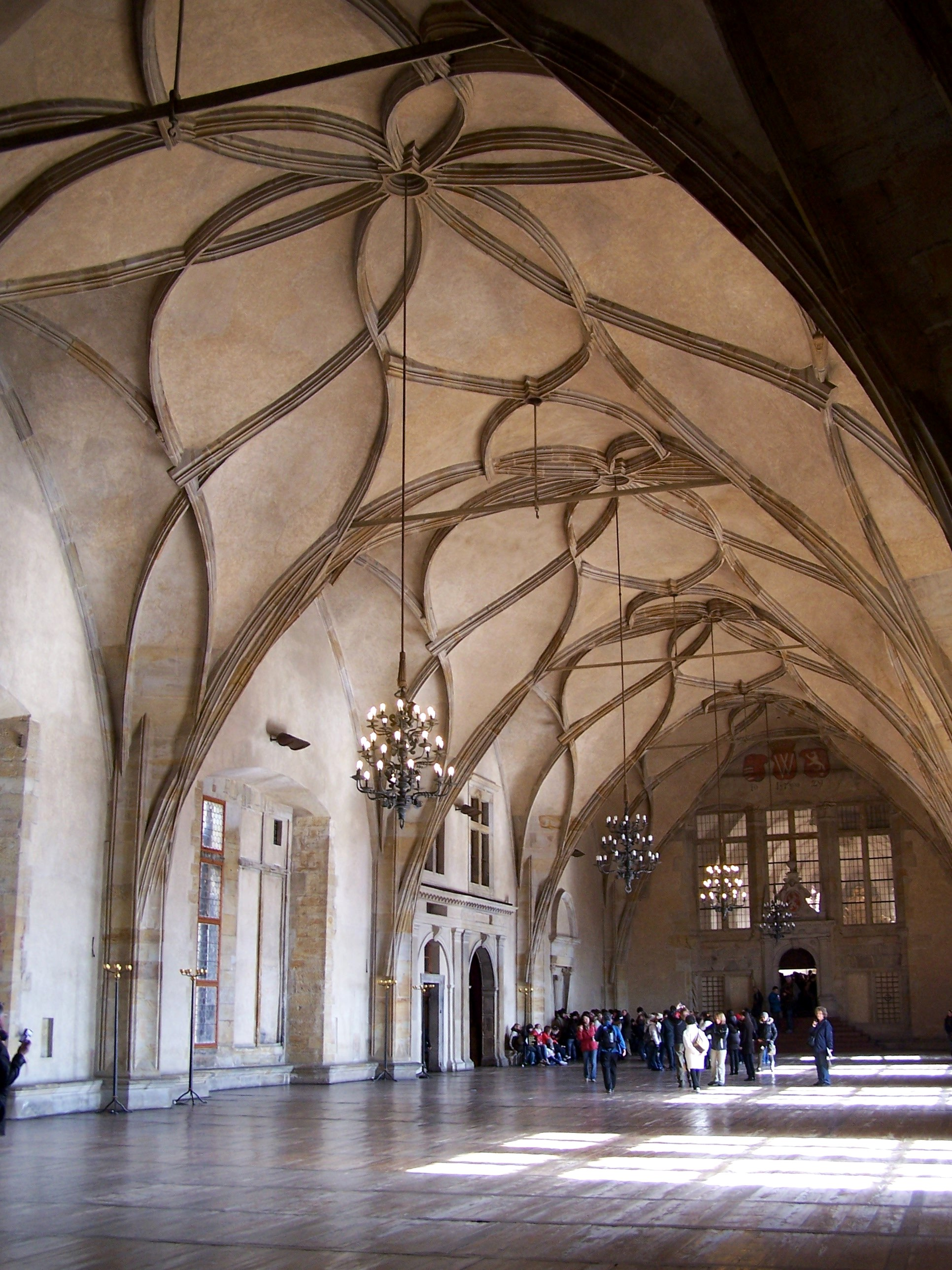
El Salón de Vladislao.

La arquitectura del castillo de Praga es una única mezcla de estilos de diferentes épocas, que reflejan su larga y compleja historia. Los edificios del castillo encarnan muchos de los estilos arquitectónicos del último milenio. El castillo de Praga incluye la gótica catedral de San Vito, la románica basílica de San Jorge y un monasterio, así como varios palacios, jardines y torres defensivas. La mayor parte del castillo está abierta a los turistas. El castillo también contiene varios museos, incluida la colección de arte bohemio barroco y manierista de la Galería Nacional de Praga, una exposición dedicada a la historia checa, el Museo del Jueguete y la pinacoteca del castillo de Praga, basada en la colección de Rodolfo II. El Festival de Verano de Shakespeare se celebra regularmente en el patio del Palacio del Burgrave.
El barrio que rodea el castillo de Praga se llama Hradčany.

### Iglesias

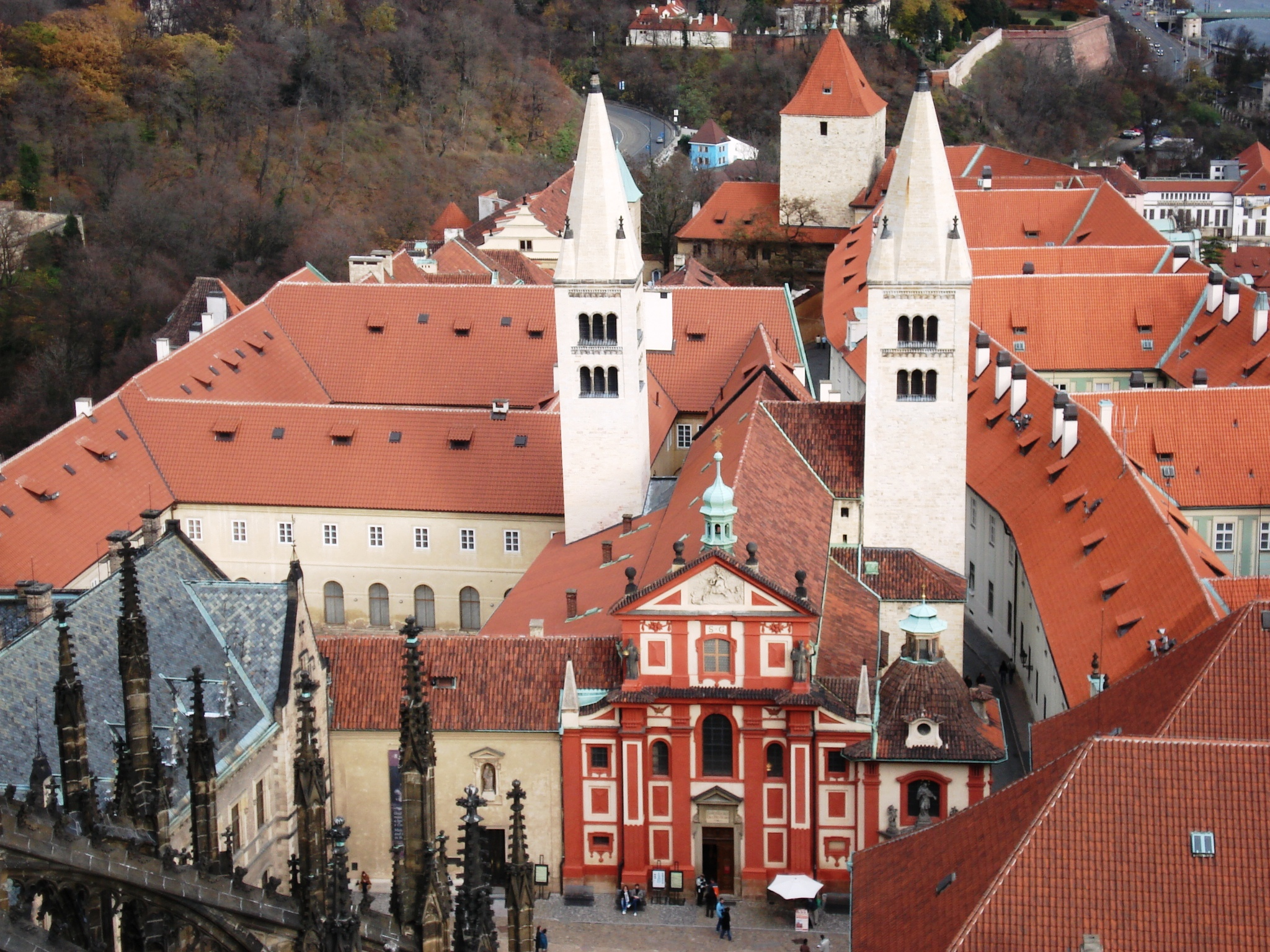
La basílica de San Jorge.

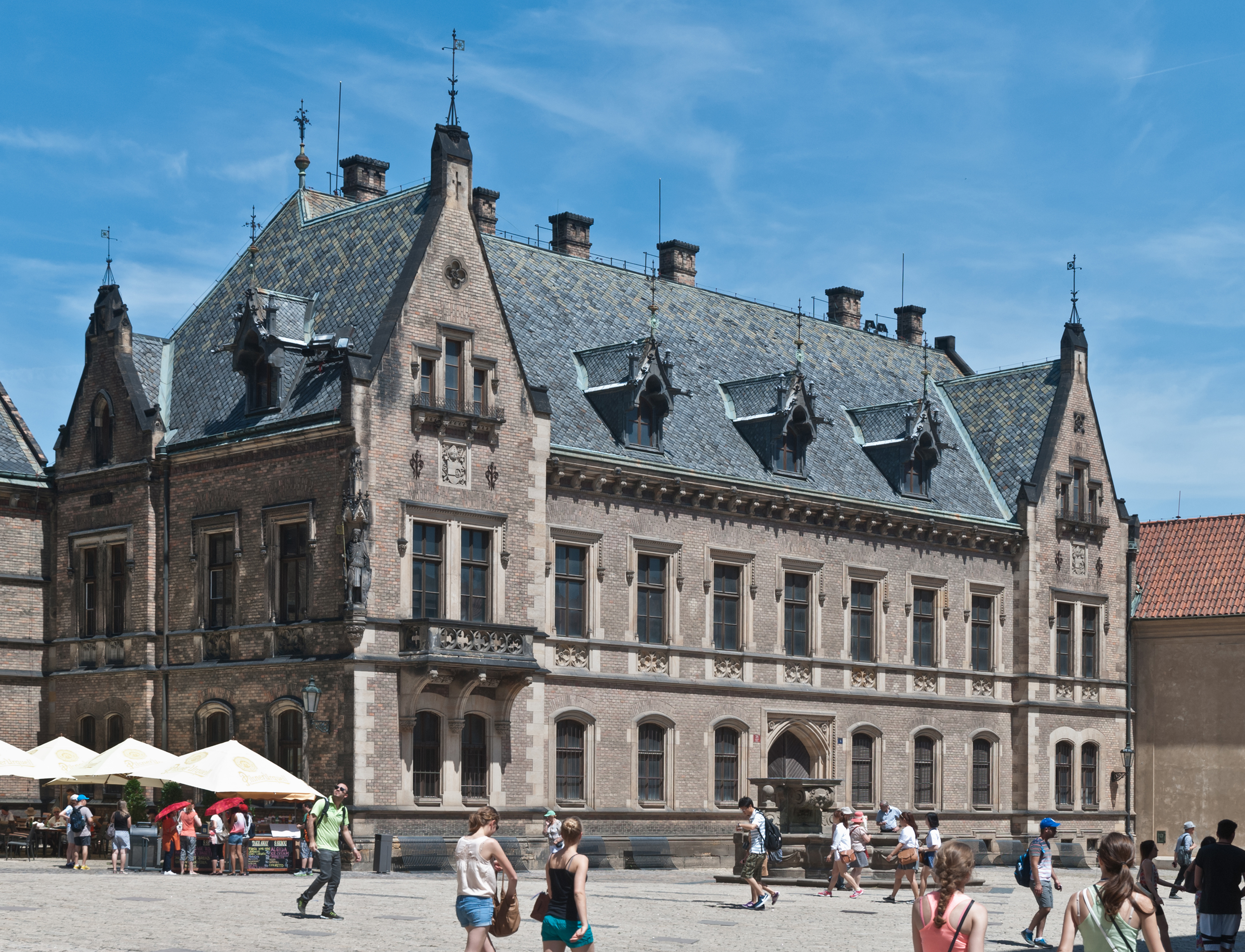
La Nueva Residencia del Preboste.

- Katedrála svatého Víta, Václava a Vojtěcha (catedral de San Vito)
- Bazilika svatého Jiří (basílica de San Jorge) y Klášter svatého Jiří (convento de San Jorge), la iglesia que se conserva más antigua del castillo de Praga.
- Chrám Všech svatých (iglesia de Todos los Santos)
- Kaple svatého Kříže (capilla de la Santa Cruz)

### Palacios
- Starý královský palác (Antiguo Palacio Real)
- Letohrádek královny Anny (Palacio de Verano de la Reina Ana, más conocido como el Belvedere)
- Lobkovický palác (Palacio Lobkowicz, no confundir con la embajada alemana en Malá Strana)
- Nový královský palác (Nuevo Palacio Real)

### Salones
- Sloupová síň (Salón de Columnas)
- Španělský sál (Sala Española)
- Rudolfova galerie (Galería de Rodolfo)
- Rothmayerův sál (Salón de Rothmayer)
- Vladislavský sál (Salón de Vladislao)

### Torres
- Bílá věž (Torre Blanca)
- Černá věž (Torre Negra)
- Daliborka (Torre Daliborka)
- Prašná věž o Mihulka (Torre Mihulka)

### Otros edificios
- Zlatá ulička (Callejón del Oro)
- Staré purkrabství (Antigua Casa del Burgrave Supremo)
- Míčovna (Pabellón del Juego de Palma)
- Jízdárna Pražského hradu (Escuela de Equitación)
- Staré proboštství (Antigua Residencia del Preboste)
- Nové proboštství (Nueva Residencia del Preboste)
- Obrazárna Pražského hradu (Pinacoteca del Castillo de Praga)
- Konírna Pražského hradu (establos)
- Prašný most (Puente de la Pólvora)

### Jardines
- Královská zahrada (Jardín Real)
  - Oranžérie (Orangerie)
- Zahrada na terase Jízdárny (Jardín de la Terraza de la Escuela de Equitación)
- Zahrada Na Baště (Jardín del Bastión)
- Jižní zahrady (Jardines Sur)
  - Rajská zahrada (Jardín del Paraíso)
  - Zahrada Na Valech (Jardín en las Murallas)
  - Hartigovská zahrada (Jardín Hartig)
- Jelení příkop (Foso de los Ciervos)
- Svatováclavská vinice (Viñedo de San Wenceslao)
- Produkční zahrady Pražského hradu (jardines hortícolas)

### Estructuras
- Kohlova kašna (Fuente Kohl)
- Matyášova brána (Puerta de Matías)
- Obelisk na Pražském hradě (Obelisco del castillo de Praga)
- Socha svatého Jiří (Estatua de San Jorge)